# 도곡로 (서울)
도곡로(道谷路, Dogok-ro)는 서울특별시 송파구 잠실7동 아시아선수촌아파트삼거리에서  강남구 도곡1동 뱅뱅사거리까지의 왕복 8차선짜리 도로이다. 이 도로의 총 연장은 4.7km이다.

## 경유지
서울특별시
- 송파구
- 강남구

## 노선
아시아선수촌아파트삼거리 - 탄천2교 - 대치동 은마아파트 - 한티역, 롯데백화점 - 영동세브란스병원 - 도곡1동 주민센터 - 뱅뱅사거리

## 연결도로
- 아시아선수촌아파트삼거리에서는 잠실종합운동장, 올림픽대로 진출입구에서 출발하여 올림픽공원 남2문까지 연결하는 백제고분로와 접속된다.
- 뱅뱅사거리에서는 강남대로와 수직으로 접속하며, 이후 효령로로 접속하여 서울메트로까지 이어진다.

## 비고
- 서울특별시 간선버스 340번이 도곡로 전 구간을 운행한다.